# Roja (película)
Roja una película india de 1992, realizada en lengua Tamil y dirigida por Mani Ratnam. A. R. Rahman es el compositor musical que debutó con esta película, y con la que obtuvo el premio "Rajat Kamal award" al mejor director de música en el "National Film Awards". En total, la película fue galardonada con tres premios en 1993, por el "National Film Awards" de la India.
La película ha sido doblada al hindi, malayo, marathi y telugú.

## Argumento
La película gira en torno a un hombre que ama a su patria y su mujer que le ama constantemente. Roja (Madhoo) es una chica de pueblo de Sundarapandianpuram en Tirunelveli. Ella reza para que un apuesto pretendiente de su hermana llamado Rishi (Arvind Swamy) llegue al pueblo pronto y acepte la proposición de matrimonio de su hermana, pero su hermana se enamora de otro hombre, y Rishi le pide la mano de Roja. Roja finalmente se casa con Rishi para sorpresa de todo el pueblo. El matrimonio se va a vivir a la ciudad donde se enamoran. Rishi trabaja para el gobierno de India, y se le destina a un centro de comunicaciones de la armada en Cachemira (Kashmir). A Roja se le cae el mundo encima cuando Rishi es raptado y encarcelado por el líder terrorista separatista Kashmiri. Roja pide entonces la ayuda políticos y militares. La película está en contra de la situación de confrontación entre India y Pakistán por el territorio de Cachemira.

## Canciones
Las canciones de la película fueron editadas en un álbum de A. R. Rahman, y son las siguientes:
1. “Rukkumani” (6:02) – S. P. Balasubrahmanyam, Chitra
2. “Chinna Chinna Aasai” (4:57) – Minmini
3. “Kaadhal Rojave” (5:04) – S. P. Balasubrahmanyam
4. “Pudhu Vellai Mazhai” (5:18) – Unni Menon, Sujatha
5. “Tamizha Tamizha” (3:05) – Hariharan
6. “Chinna Chinna Aasai” (1:07) – Minmini